# Вечно молодой (фильм, 1992)
«Вечно молодой» (англ. Forever Young) — американский кинофильм 1992 года в жанре фантастической мелодрамы режиссёра Стива Майнера.

## Сюжет
События происходят в 1939 году. Бесстрашный лётчик-испытатель Дэниэл МакКормик (Мел Гибсон) никак не соберётся сделать предложение руки и сердца Хелен — своей возлюбленной, откладывая это событие до последнего момента. Но судьба не ждёт завтра — девушка впадает в кому в результате трагического события. Убитый горем Дэниэл даёт согласие на уникальный и странный криогенный эксперимент, в котором его заморозят на один год. Начинается война, и об эксперименте в неразберихе забывают.
Спустя полстолетия, в 1992 году двое мальчишек, играя на задворках старой военной базы, натыкаются на капсулу и случайно инициируют процесс размораживания МакКормика. Оживший лётчик поначалу сильно пугает нечаянных спасителей, но любопытство берёт своё, и они знакомятся. МакКормика соглашается приютить мать одного из ребят — Нэта. Роясь в журналах и разговаривая с немногими оставшимися в живых с тех времён, МакКормик узнаёт о том, что его невеста не погибла тогда в 1939 году. Однако времени у чудом ожившего немного. Биологический возраст всё равно сказывается, и организм начинает стремительно стареть.
Завладев на авиашоу старинным самолётом B-25, в испытаниях прототипа которого он участвовал, бывший лётчик отправляется к своей возлюбленной. МакКормик находит Хелен и предлагает ей руку и сердце.

## В ролях
- Мел Гибсон — Дэниэл Маккормик
- Изабель Глэссер — Хелен
- Элайджа Вуд — Нэт, сын Клер
- Джейми Ли Кёртис — Клер
- Джордж Вендт — Гарри Финли
- Джо Мортон — Камерон
- Вероника Лорен — Элис
- Эрик Пирпойнт — Фред
- Уолтонт Гоггинс (в титрах как Уолт Гоггинс) — Военный полицейский на КПП